# Estoa de Zeus
La Estoa de Zeus (en griego antiguo: Στοά Ἐλευθερίου Διός, Stoá Eleutheríou Diós) era una estoa situada en el ángulo noroeste del ágora de Atenas. Según los rasgos arquitectónicos atestiguados por los fragmentos encontrados, se puede datar entre los años 425 y 410 a. C.
La estoa estaba dedicada a Zeus Eleuterio (Liberador). Los orígenes del culto a Zeus Eleuterio aparecen después de la batalla de Platea (479 a. C.). Las estoas no solían utilizarse con fines religiosos, sino que solían construirse para paseos y reuniones. Se diferencia de otros edificios en que era una estoa y no un templo (el edificio común utilizado con fines religiosos). Los eruditos creen que el edificio también cumplía otros fines cívicos debido a su céntrica ubicación.
Se trata, posiblemente, de uno de los logros de Mnesicles, el arquitecto de los Propileos.

## Historia

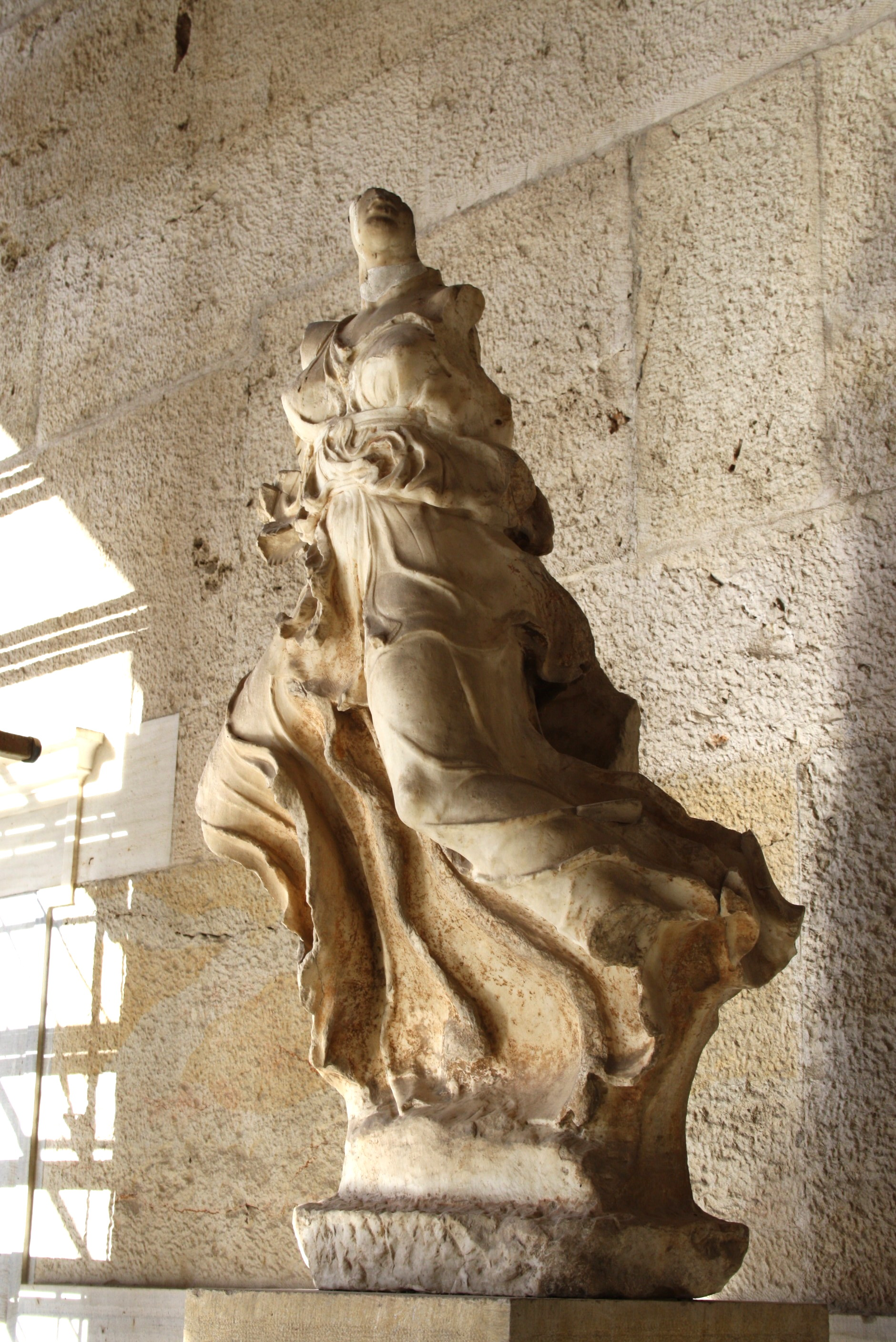
Niké de la Estoa de Zeus (Museo del Ágora de Atenas).

La Estoa de Zeus se construyó en torno a 450-400 a. C. Su arquitecto fue posiblemente Mnesicles. El culto a Zeus Eleuterio, a quien estaba dedicado el edificio, se originó a partir de 479 a. C., después de que los griegos hubieran derrotado al ejército persa en la batalla de Platea. Los edificios religiosos solían ser templos, por lo que el uso de una estoa con fines religiosos era excepcional. Sin embargo, el edificio probablemente también tenía usos relacionados con la administración secular.
Al inicio del periodo romano, se añadieron habitaciones en la parte posterior de la estoa, que pudieron albergar un culto a los emperadores romanos.

## Descripción
Aunque era un edificio con función religiosa, tenía la forma de un edificio civil: una estoa abierta al este, de 43,56 m × 10,73 m, con dos alas en sus extremos. Tenía columnas dóricas en el exterior y jónicas en el interior. Era raro que un edificio religioso tomara la forma de una estoa en lugar de un templo, por lo que, teniendo en cuenta su céntrica ubicación, es probable que también sirviera para fines cívicos. Su fachada orientada al este tenía edificios laterales en ambos extremos. Estos edificios medían 10,6 m de ancho y 5,9 m de fondo.

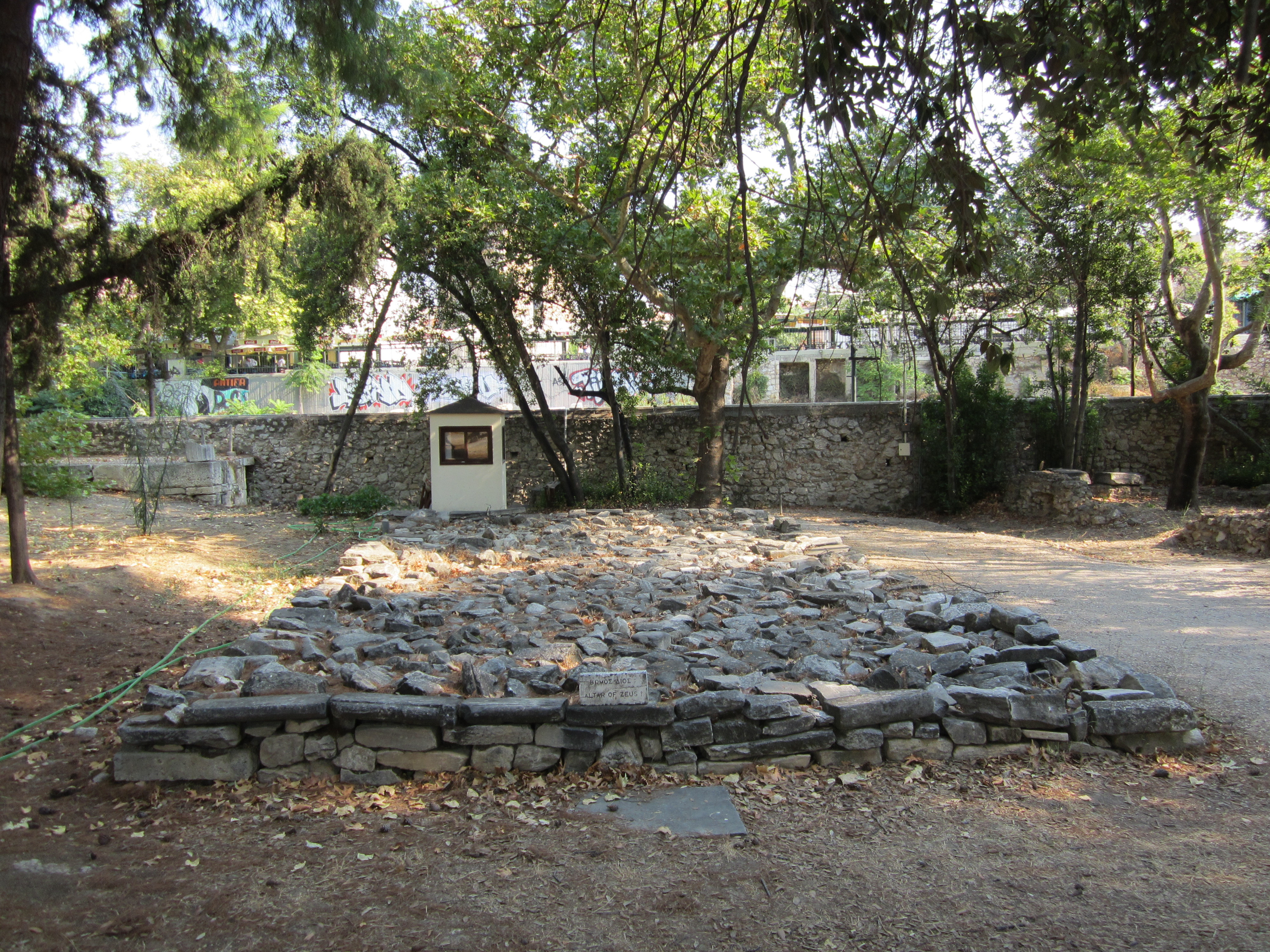
Restos del altar de Zeus Eleuterio delante de la estoa homónima.

Contrariamente a la mayoría de los monumentos de la época clásica erigidos en el ágora de Atenas, su fachada era completamente de mármol, lo que se explica por la naturaleza inhabitual del edificio. 
Según Pausanias, estaba decorada con pinturas de Eufránor, como la Estoa Pecile, y adornada con los escudos de los caídos luchando por la libertad de Atenas.
Algunas partes de los cimientos de la Estoa se han conservado al sur de la línea de metro de Atenas que atraviesa la parte norte de la zona arqueológica del Ágora.